# Pork and Burns
«Pork and Burns» (укр. «Свиня та Бернс») — одинадцята серія двадцять восьмого сезону мультсеріалу «Сімпсони», прем'єра якої відбулась 8 січня 2017 року у США на телеканалі «Fox».

## Сюжет
Кілька ченців рукотворно виготовляють книгу «Японські воїни-ченці: інструкція з прибирання» (англ. «The Japanese Warrior Monks Guide to Tidying Up»), книгу, яка «змінює життя». На Спрінґфілдській автомийці Мардж купує книгу. Вдома вона змушує сім'ю слідувати вченню книги, відмовляючись від усього, що більше не доставляє їм радості. Ліса відмовляється від деяких ляльок Малібу Стейсі, Барт каже Мардж, що всі його речі приносять йому радість, а Гомер відмовляється від куртки містера Чисто. Однак Мардж каже йому, що він повинен відмовитися і від Плоппера, свин-павука, і знайти йому нове житло. Першим, хто звертається його, є Гадюка, але Гомер відмовляється.
Барт, Ліса та Гомер з Плоппером йдуть до Луїджі, але при спробі ввійти зі свинею Луїджі забороняє їм, — Плоппер не є терапевтичною твариною. Гомер звертається до доктора Ніка, який виписує рецепт на Плоппера як на тварину при боротьбі зі стресом.
Тим часом Ліса позбавляється усього у своїй кімнаті, виявивши, що саксофон більше не приносить їй радості. Дівчинка позбавлена будь-якої радості, оскільки вона віддала всі свої речі, яких їй не вистачає. Мардж відвозить її до сховища для залишення речей «Зачини і залиш» (англ. «Springfield Lock 'N' Leave Storage Facility») і виявляє, що вона там зберігала всі речі, тож Ліса може повернути їх.
Тим часом Гомер приводить Плоппера на електростанцію, і каже Мардж, що він буде везти його куди завгодно, щоб та довго не бачила свиню. На сімейному пікніку Спрінґфілдських ядерників гончаки містера Бернса нападають на Плоппер, кусаючи йому ребра спини. Доктор Баджі відвідує його, і, щоб уникнути судового позову, Бернс і Смізерс погоджуються піклуватися про нього.
У будинку Бернса, Монті переживає чудові моменти зі свинею, відмовляючись покинути від нього, коли той одужає. Гомер приходить перевірити його і бачить, як Бернс танцює з ним. Потім того вечора він повертається до садиби і за допомогою Барта, а згодом і Смізерса повертає свою тваринку, а щоб залишити його, Гомер каже Мардж, що відмовиться від пива.

## Цікаві факти і культурні відсилання
- Під час повтору серії 27 серпня 2017 року, було показано альтернативний вступ, присвячений Сонячному затемненню 21 серпня 2017 року[1][2].

## Ставлення критиків і глядачів
Під час прем'єри серію переглянули 8,19 млн осіб з рейтингом 3.5, що зробило її найпопулярнішим шоу на каналі «Fox» тієї ночі і 28 сезону загалом.
Денніс Перкінс з «The A.V. Club» дав серії оцінку B-, нарікаючи на надмірну багатосюжетність: «Навіщо поєднувати три цілі історії (а можливо, і чотири) разом в один безладний епізод? Це поширена скарга, але багато нещодавніх серій „Сімпсонів“ таким чином марнотратять сюжетні лінії, які б щось обіцяли…».
Згідно з голосуванням на сайті The NoHomers Club більшість фанатів оцінили серію на 4/5 із середньою оцінкою 3,29/5.